# Durmignat
Durmignat település Franciaországban, Puy-de-Dôme megyében. Lakosainak száma 214 fő (2022. január 1.). Durmignat Échassières, Buxières-sous-Montaigut, Lapeyrouse, Moureuille és Saint-Éloy-les-Mines községekkel határos.

## Népesség
A település népességének változása:
| Lakosok száma | 201  | 194  | 203  | 205  | 210  | 211  | 213  | 214  | 214  |
|               | 2013 | 2015 | 2016 | 2017 | 2018 | 2019 | 2020 | 2021 | 2022 |